# Cedacería

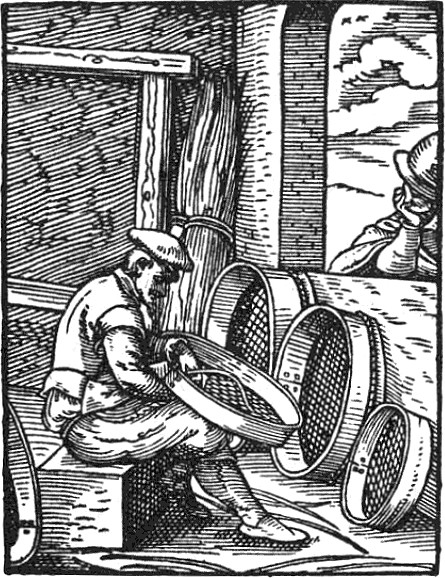
Cedacero trabajando. Grabado de 1568

Cedacería es el oficio de fabricar cedazos, tamices, cribas, etc.  Los cedaceros se podían ocupar también de la construcción de pequeñas obras de carpintería, tales como fuelles, cubos y medidas de madera para granos.

## Cedazos
Los cedazos para cribar materiales granulados o en polvo se fabrican en formas diferentes, adoptando diversos tamaños y materiales.
Las cedazos más habituales en épocas anteriores a la Revolución Industrial solían ser de forma circular y estaban formados por un armazón o cerco de madera delgada que sujetaba y tensaba una tela que solía ser de crin, en el caso de la criba y de tela de seda o metálica para el tamiz.
Para su fabricación, el cedacero ajustaba y arreglaba dos cercos de madera para cada cedazo, uno más ancho y otro más angosto que cubre el primero. Sujetaba las dos extremidades con una mordaza y las clavetea. Sobre el cerco grande, pone la tela bien extendida, colocaba por encima el cerco más angosto y lo hacía entrar a la fuerza o bien arrollaba la tela sobre un mimbre y se embastaba todo alrededor apoyándose fuertemente sobre el mimbre el cerco estrecho.
Para ciertos productos se necesitaban tamices de construcción particular llamados tambores en los cuales la tela se encuentra resguardada entre dos tapas de las cuales la inferior tiene un pergamino tendido sobre el que cae el polvo tamizado.
Para la construcción de medidas el cedacero trabaja con arreglo a patrones ya dados y con esto no necesita discurrir para los trazados. La construcción pues de las medidas es una operación de carpintería puramente práctica.

## Fuelles
La fabricación de los fuelles es sencilla. El fundamento de este instrumento consiste en una válvula llamada gato que abriendo o ensanchando la cavidad del fuelle permite entrar el aire pero que se opone a su salida al comprimir el instrumento teniendo entonces que desahogarse por un cañón. 

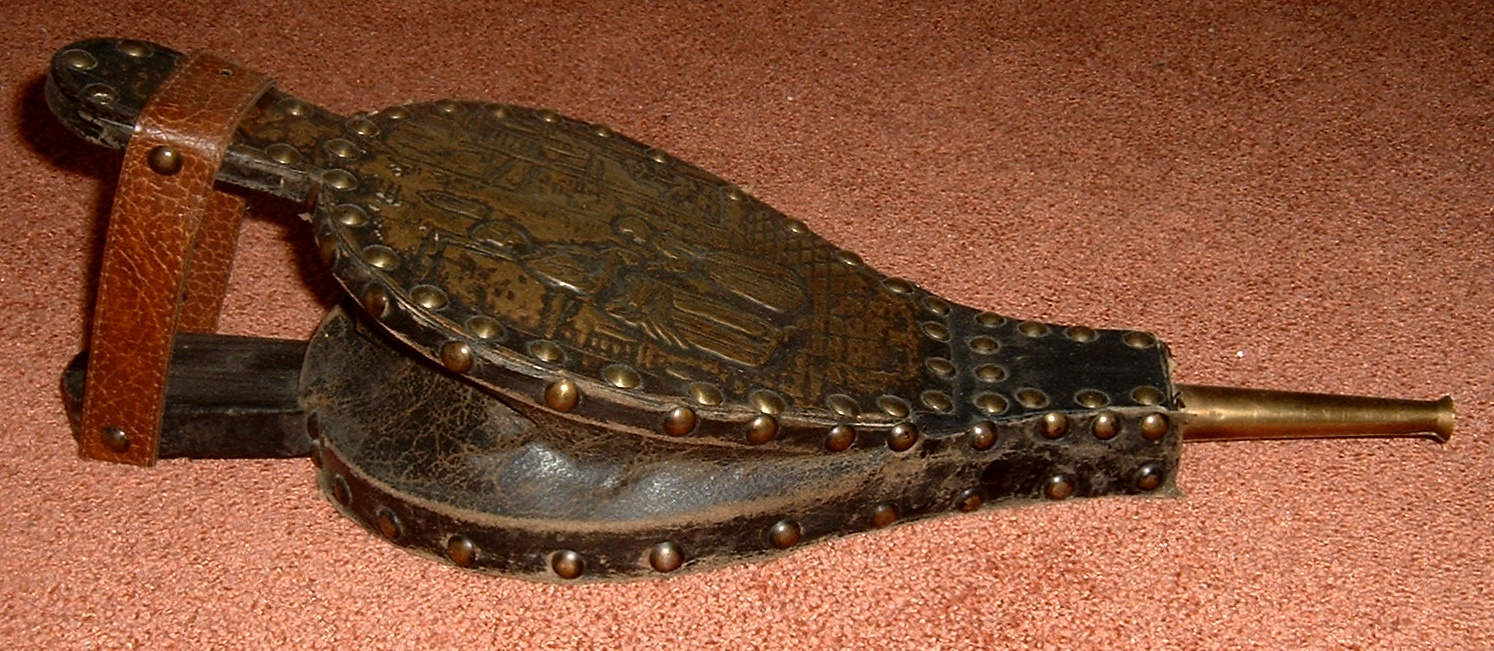
Fuelle

El fuelle ordinario consta de dos tablas de pino o haya cortadas casi en figura de corazón rematando la parte más ancha en unas manijas para poder manejar el instrumento. La válvula se practica en la tabla inferior y consiste en un agujero cubierto interiormente por un cuero que se abre de fuera a dentro. Encima de la punta de la tabla de abajo se afianza con clavitos un tarugo llamado boquerel en el cual hay un hueco para el encaje del cañón. La badana que entre las dos tablas forma el juego del fuelle y sirve para ensanchar o estrechar su capacidad se llama tiro y está sujeta por unas varillas a modo de aros que hacen formar pliegues.
El tiro de badana debe clavarse sobre el canto de las tablas de modo que no se salga el aire para lo cual se cubre después con una tirilla de cuero el claveteado. La tabla superior es algo más corta que la inferior y se asegura con una badana llamada pescuezo que sirve de juego y cubre la juntura asegurándola con correítas denominadas dediles que llegan hasta la tabla de debajo. Para los fuelles grandes se usan tiras metálicas. A veces se pone alrededor del trozo de madera que sirve de encaje al cañón una tira de hoja de lata que abraza parte del cañón y se asegura con tachuelas.
Hay fuelles con tres tablas, una de ellas interior, cuyas válvulas están dispuestas de modo que el aire es continuo.

## Otros productos
También se dedican los cedaceros a la construcción de cubos, camillas o enjugadores y a veces a la de panderos y panderetas. El cubo, cuya fabricación corresponde más bien al tonelero, se reduce a unas tablillas o duelas yuxtapuestas y cortadas de modo que resulte la forma de un cono truncado en cuya base más pequeña se ajusta el fondo encajado en una ranura de las tablillas reforzadas en aquella parte con un aro de hierro. En la parte superior hay otro aro y a los dos costados se ponen dos tiras de hierro prendidas por abajo al aro inferior y sobresalientes por arriba con orificios para pasar los anillos de un asa de hierro.
Los enjugadores y mundillos son también de fabricación sencilla, reducida a disponer unas tablillas de madera de modo que dejen hueco entre la ropa que se trata de enjugar y la lumbre.